# Bartolomeo Neroni

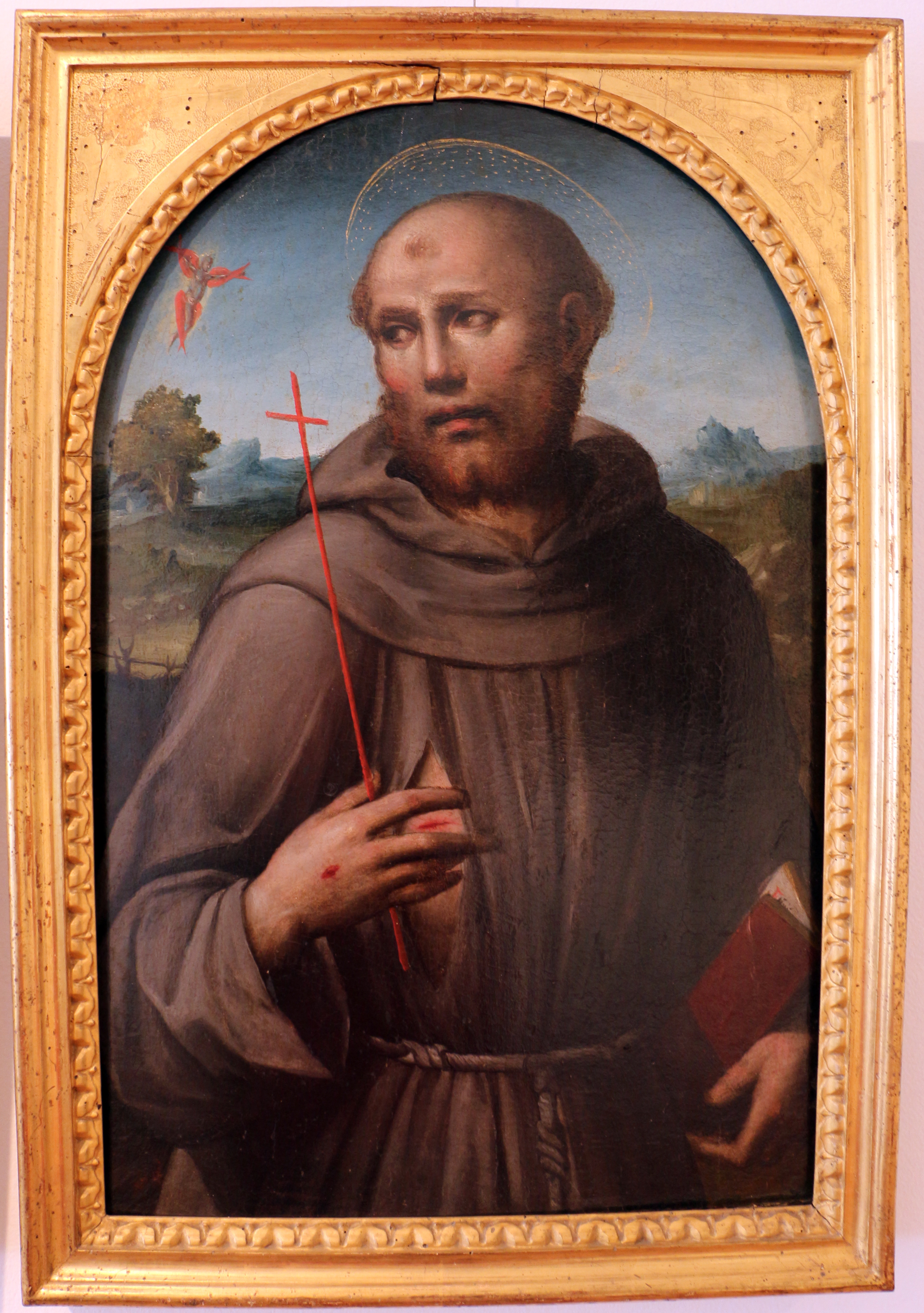
San Francesco, en la iglesia de la Misericordia, en Grosseto.

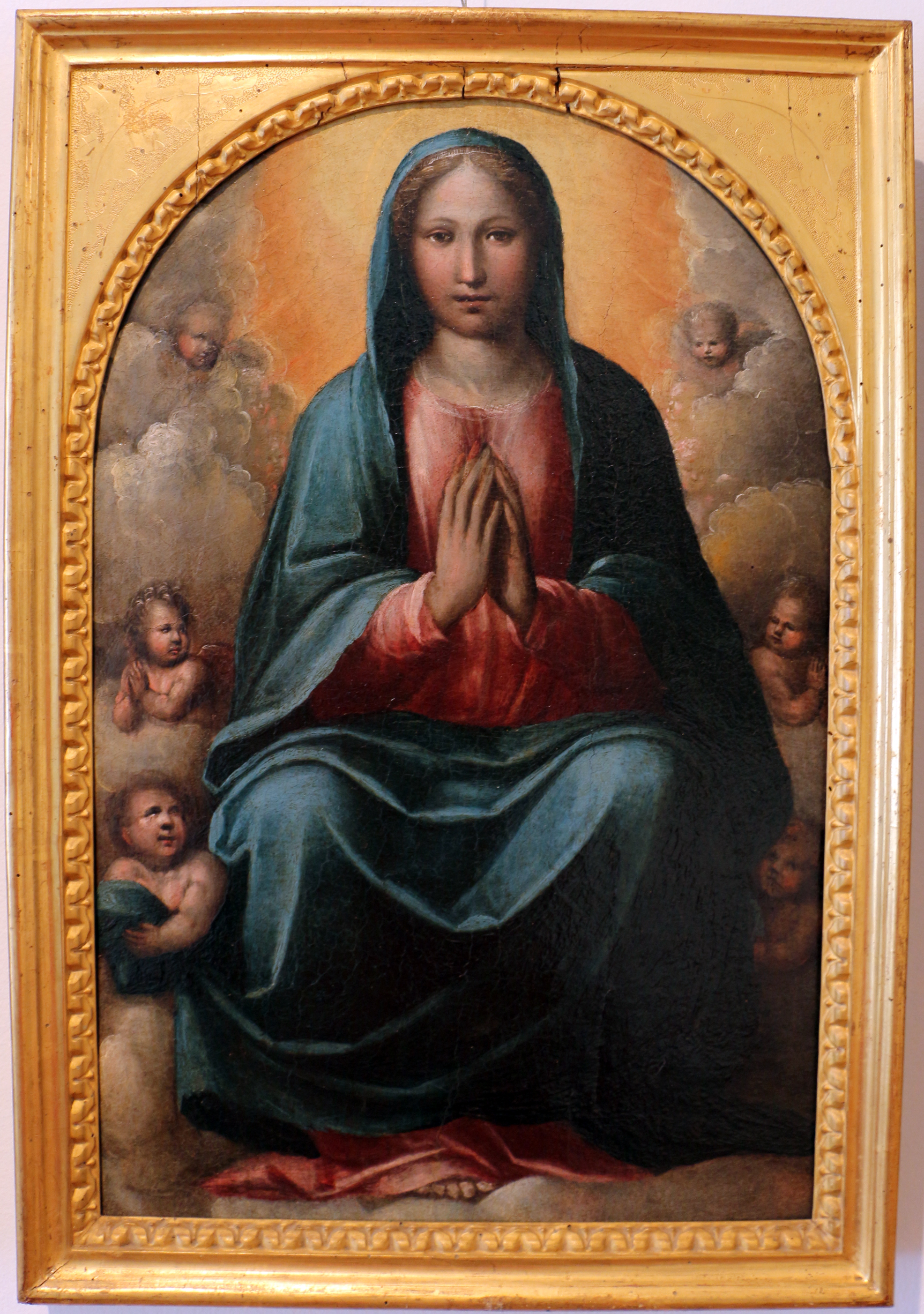
Madonna tra angeli e cherubini, en la iglesia de la Misericordia, en Grosseto.

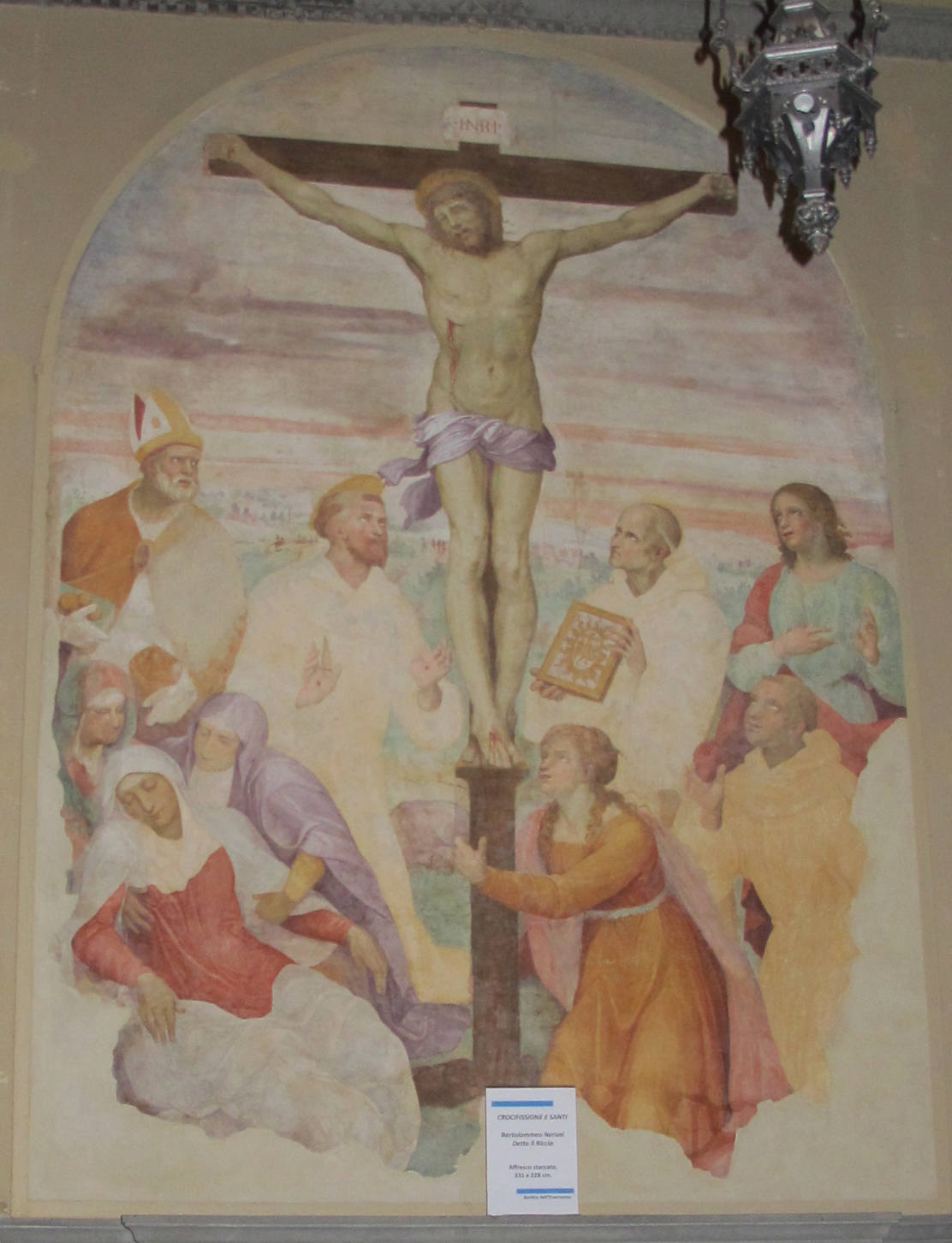
Crocifissione e santi.

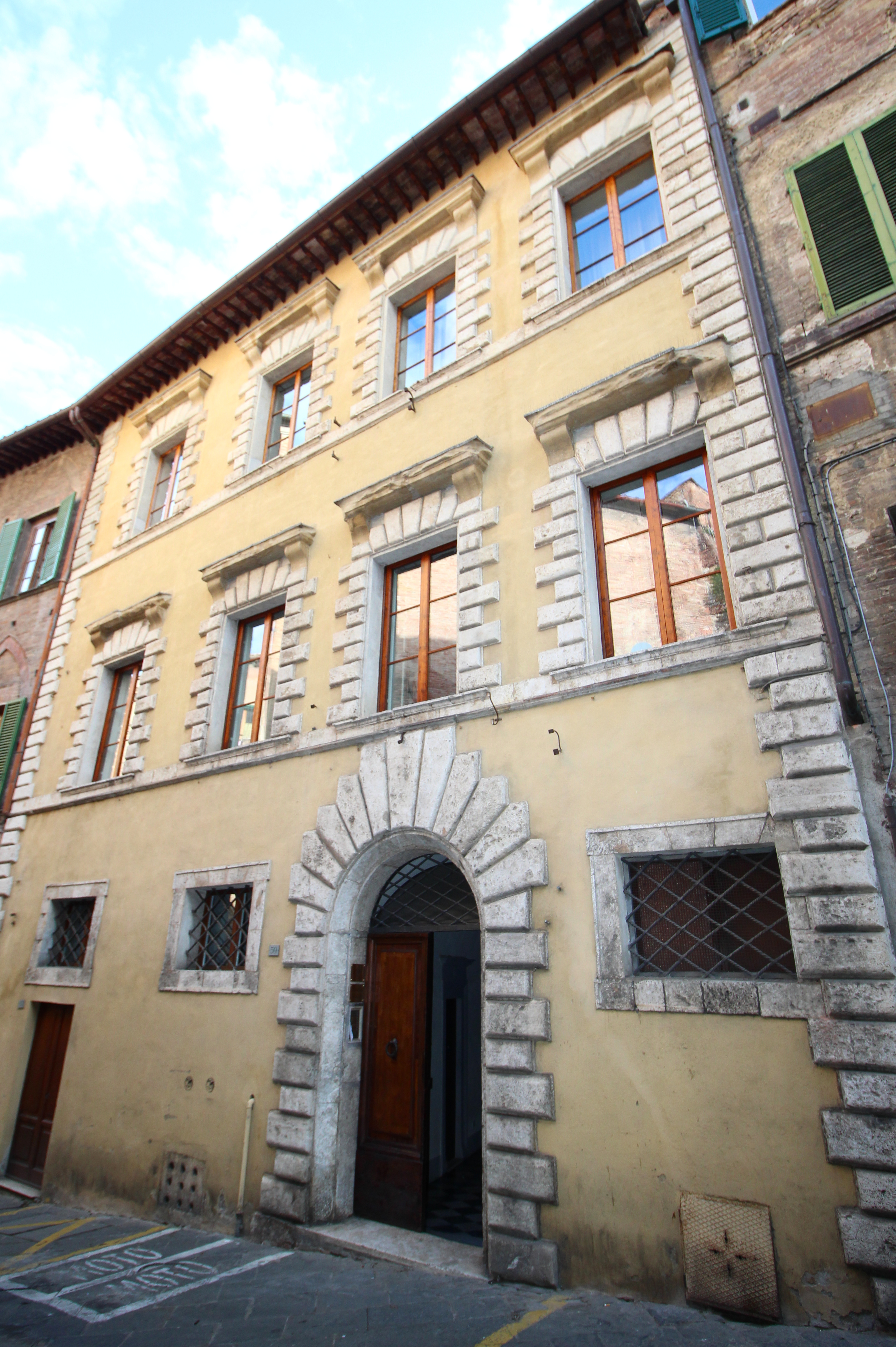
Palacio Pannilini, en Siena.

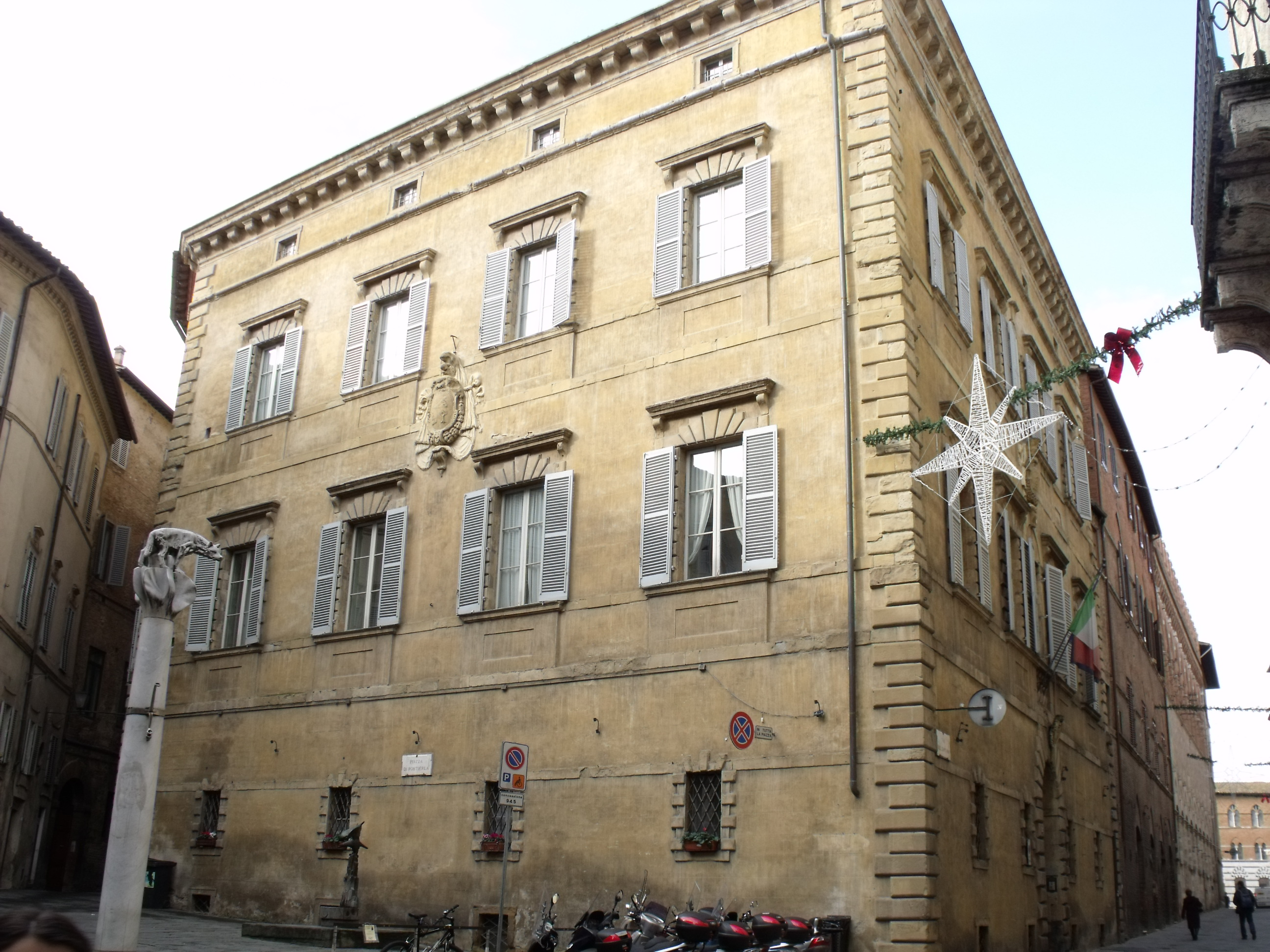
Palacio Chigi alla Postierla, Siena.

Bartolomeo Neroni, también conocido con el sobrenombre de «il Riccio» (Siena, c. 1505 - Siena, 1571), fue un pintor, escultor, arquitecto —civil y militar— y miniaturista italiano.

## Biografía
Fue un artista polifacético que creó numerosas obras en diversos campos durante su vida, pintura, escultura y miniatura. También se desempeñó como ingeniero militar, escenógrafo, arquitecto y maestro de dibujo, perspectiva y arquitectura militar en Lucca. Gran parte de su producción se ha perdido.
Ingresó al taller de Giovanni Antonio Bazzi, «El Sodoma», donde aprendió los primeros rudimentos de la pintura. Gracias a su talento se convirtió en el alumno predilecto del maestro del que también se convirtió en yerno y heredero al casarse con su hija Faustina en 1543, con quien tuvo dos hijas; posteriormente su pintura estuvo influenciada por Domenico Beccafumi y el estilo manierista como lo demuestra el retablo conservado en la Iglesia de Santa María en Pórtico de Fontegiusta que representa a la Virgen de la Misericordia.
Su obra pictórica se encuentra mayoritariamente en la ciudad de Siena. Sus obras se pueden encontrar en la Basílica de la Observancia y en la de San Pietro alla Magione y en varios palacios privados como el Palacio Pollini y el Palacio Sergardi (más tarde Fineschi Sergardi). Sus obras sobre lienzo se exhiben en la Pinacoteca Nacional y en la colección Chigi Saracini.
Como arquitecto se inspiró principalmente en Baldassarre Peruzzi; trabajó principalmente en Siena donde construyó el Palacio Francesconi y en 1541 diseñó el Monasterio Derelitte (hoy Palacio Fineschi Sergardi) en la Piazza del Carmine. Uno de sus lienzos que representan la Natividad se conserva en la iglesia del Carmine. Su obra es también la transformación, en el Palacio Comunal, de la Sala del Consiglio della Repubblica en teatro (Teatro dei Rinnovati), obra realizada en 1560.
Bartolomeo Neroni también trabajó mucho en la provincia de Siena. Sus obras se pueden encontrar en Ancaiano, Asciano, Chiusure, Sovicille, Monterotondo Marittimo y Sinalunga, pero también en Lucca y Génova, donde se conservan en la biblioteca municipal cuatro corales iluminados, realizados en 1532. En 1540 ejecutó un fresco en la abadía de Monte Oliveto Maggiore que representa la vida de San Benedetto.
Su obra principal se considera la Incoronazione della Vergine conservada en la Pinacoteca Nacional de Siena.

## Obras
Se citan solo algunas de sus obras:
Pintura
- I Quattro Santi Coronati, pintura al fresco.
- Incoronazione della Vergine, Pinacoteca Nazionale, Siena.
- San Francesco, en la iglesia de la Misericordia, en Grosseto.
- Madonna tra angeli e cherubini, en la iglesia de la Misericordia, en Grosseto.
- Cristo in pietà, , en la iglesia de la Misericordia, en Grosseto.
- Gherardo da Villamagna, en la iglesia de la Misericordia, en Grosseto.
- Tuccia (Chastity de Doménico Beccafumi), témpera, 74.3 x 45 cm.
- Claudia Quinta (Confidence de Doménico Beccafumi), témpera, 74.3cm x 45.7 cm.
- Crocifissione e santi, pintura al fresco, 331 x 228 cm.
- Cuatro hombres cargando el arca de la alianza, tinta sobre papel, 200 x 203 mm.

Arquitectura
- 1520 - Palacio Francesconi.[1]
- 1537 - Palacio Guglielmi.[1]
- 1541 - Monasterio delle Derelitte (posteriormente Palacio Fineschi Sergardi) en la Piazza del Carmine.[1]
- 1548 - Palacio Tantucci.
- c. 1550 - Palacio Pannilini Zuccantini.
- s/f - Palacio Chigi alla Postierla, Siena.